# 도킹 (자동차)
도킹(크로아티아어: DOK-ING d.o.o.)은 1992년에 설립된 크로아티아의 자동차 회사이다. 전기 자동차, 무인 다목적 차량, 로봇 시스템 등을 만든다.
자동차 사업부는 2010년 XD 전기 자동차 출시와 함께 만들어졌다.
2017년에는 YD라는 이름으로 300~400km의 주행 거리를 가질 것으로 예상되는 전기 자동차의 새로운 모델을 발표했다.
도킹의 차량용 전기 모터는 풀라에 기반을 둔 회사인 '테마'(Tema)에서 다수 공급한다.